# Nabieżnik
Nabieżnik to zestaw dwóch (nie dotyczy światła sektorowego) znaków nawigacyjnych, w dzień będących widocznymi znakami o charakterystycznym kształcie, w nocy światłami o określonej charakterystyce (kolor, ciągłość lub zsynchronizowana modulacja trwania), z których jedno jest ustawione wyżej (jeśli to możliwe) i dalej, a oba wyznaczają dla statków oś toru wodnego, lub jego krawędź. 
Nabieżniki służą do oznaczania głównie podejść do portów, trudnych, wąskich przejść, mielizn, wraków ukrytych pod wodą, podziałów administracyjnych. W skomplikowanych przypadkach oś toru wodnego może być łamana i wyznaczana przez szereg nabieżników. Nabieżniki zazwyczaj zbudowane są na podstawie staw. Zazwyczaj przednią stawę nabieżnika buduje się nieco niższą, aby nie zasłaniała całkowicie stawy tylnej. Istnieją również nabieżniki radarowe. Prawidłowo skonstruowany nabieżnik (znaki rozstawione w odpowiedniej odległości i przy odpowiedniej różnicy wysokości) zapewnia kontrolę położenia statku (w stosunku do linii nabieżnika) z dokładnością kilku-kilkunastu metrów.
Ze względu na konstrukcję występują:
- nabieżniki liniowe – dwa lub trzy znaki określające konkretny kierunek (oś nabieżnika),
- nabieżniki przeziernikowe – trzy znaki umieszczone w wierzchołkach trójkąta równoramiennego skierowanego podstawą w stronę morza, określają kierunek poprzez położenie tylnego znaku centralnie pomiędzy dwoma przednimi,
- nabieżniki szczelinowe – trzy znaki umieszczone w wierzchołkach trójkąta równoramiennego skierowanego podstawą w stronę morza, określają sektor pływania – tylny znak musi znajdować się między przednimi.

Często stosuje się także tzw. wachlarz nabieżników, składający się z jednej stawy centralnej i kilku ustawionych za nią w ten sposób, aby namiary na nie zmieniały się o stałą wartość (najczęściej 10°), co jest przydatne np. przy określaniu dewiacji kompasu. 
|  |  |